# Diócesis de San Juan Bautista de Calama
La diócesis de San Juan Bautista de Calama (en latín: Dioecesis Sancti Ioannis Baptistae de Calama) es una circunscripción eclesiástica de la Iglesia católica en Chile. Se trata de una diócesis latina, sufragánea de la arquidiócesis de Antofagasta. Desde el 24 de mayo de 2023 su obispo es Tomás Abel Carrasco Cortés.

## Territorio y organización
La diócesis tiene 43 000 km² y extiende su jurisdicción sobre los fieles católicos de rito latino residentes en la provincia de El Loa de la región de Antofagasta.
La sede de la diócesis se encuentra en la ciudad de Calama, en donde se halla la Catedral de San Juan Bautista.
En 2020 en la diócesis existían 11 parroquias:
- Nuestra Señora de Guadalupe, en Ayquina;
- San Francisco de Asís, en Chiu Chiu;
- San Pedro de Atacama, en San Pedro de Atacama;
- El Salvador, en Chuquicamata;
- San Pablo, en Calama;
- Nuestra Señora de la Merced, en Calama;
- San Juan Bautista, en Calama;
- Jesús Obrero, en Calama;
- Asunción de la Virgen, en Calama;
- San José Obrero, en Calama;
- Nuestra Señora de Lourdes, en Calama.

Hay 2 establecimientos educacionales dependientes de la diócesis:
- Instituto Obispo Silva Lezaeta, en Calama;
- Colegio Juan Pablo II, en Calama.

## Historia
La prelatura territorial de Calama fue erigida el 21 de julio de 1965 con la bula Christianorum fidelium del papa Pablo VI, derivando el territorio de las diócesis de Antofagasta (hoy arquidiócesis) e Iquique.
Originalmente sufragánea de la arquidiócesis de La Serena, el 28 de julio de 1967 pasó a formar parte de la provincia eclesiástica de la arquidiócesis de Antofagasta.
El 20 de febrero de 2010, como consecuencia de la bula Quandoquidem non parvo del papa Benedicto XVI, la prelatura territorial fue elevada al rango de diócesis y asumió su nombre actual.
Desde el 10 de septiembre de 2022 fue sede vacante por el nombramiento de su anterior obispo Oscar Blanco a la diócesis de Punta Arenas.
El 24 de mayo de 2023, la nunciatura apostólica en Chile informó que el papa Francisco nombró como obispo de la diócesis de San Juan Bautista de Calama al presbítero Tomás Abel Carrasco Cortés, quien, hasta su nombramiento, se desempeñaba como párroco de la parroquia Sagrada Familia en la diócesis de Santa María de Los Ángeles.

## Estadísticas
Según el Anuario Pontificio 2021 la diócesis tenía a fines de 2020 un total de 139 800 fieles bautizados.
| Año                                                                             | Población            | Población | Población      | Sacerdotes | Sacerdotes    | Sacerdotes    | Bautizados por sacerdote | Diáconos permanentes | Religiosos | Religiosos | Parroquias |
| Año                                                                             | Bautizados católicos | Total     | % de católicos | Total      | Clero secular | Clero regular | Bautizados por sacerdote | Diáconos permanentes | Varones    | Mujeres    | Parroquias |
| ------------------------------------------------------------------------------- | -------------------- | --------- | -------------- | ---------- | ------------- | ------------- | ------------------------ | -------------------- | ---------- | ---------- | ---------- |
| 1965                                                                            | ?                    | 75 000    | ?              | 11         | 7             | 4             | ?                        |                      |            |            | 4          |
| 1968                                                                            | 91 000               | 95 000    | 95.8           | 11         | 7             | 4             | 8272                     |                      | 6          | 10         | 3          |
| 1976                                                                            | 100 000              | 115 000   | 87.0           | 8          | 4             | 4             | 12 500                   |                      | 10         | 10         | 4          |
| 1980                                                                            | 100 000              | 119 000   | 84.0           | 15         | 7             | 8             | 6666                     |                      | 11         | 12         | 4          |
| 1990                                                                            | 115 000              | 130 000   | 88.5           | 10         | 6             | 4             | 11 500                   | 1                    | 4          | 17         | 8          |
| 1999                                                                            | 132 411              | 159 532   | 83.0           | 11         | 8             | 3             | 12 037                   | 3                    | 3          | 8          | 9          |
| 2000                                                                            | 132 411              | 159 532   | 83.0           | 11         | 8             | 3             | 12 037                   | 3                    | 3          | 8          | 9          |
| 2001                                                                            | 132 411              | 159 532   | 83.0           | 11         | 8             | 3             | 12 037                   | 3                    | 3          | 8          | 10         |
| 2002                                                                            | 132 411              | 159 532   | 83.0           | 12         | 10            | 2             | 11 034                   | 3                    | 2          | 7          | 10         |
| 2003                                                                            | 125 702              | 152 649   | 82.3           | 13         | 10            | 3             | 9669                     | 2                    | 3          | 4          | 10         |
| 2004                                                                            | 127 331              | 154 278   | 82.5           | 11         | 9             | 2             | 11 575                   | 2                    | 2          | 4          | 10         |
| 2010                                                                            | 132 000              | 161 000   | 82.0           | 18         | 14            | 4             | 7333                     | 10                   | 4          | 40         | 11         |
| 2014                                                                            | 150 300              | 191 000   | 78.7           | 20         | 18            | 2             | 7515                     | 10                   | 3          | 58         | 11         |
| 2017                                                                            | 136 161              | 191 000   | 71.3           | 17         | 13            | 4             | 8009                     | 11                   | 4          | 52         | 11         |
| 2020                                                                            | 139 800              | 196 200   | 71.3           | 18         | 15            | 3             | 7766                     | 11                   | 3          | 45         | 11         |
| Fuente: Catholic-Hierarchy, que a su vez toma los datos del Anuario Pontificio. |                      |           |                |            |               |               |                          |                      |            |            |            |

## Episcopologio
- Sede vacante (1965-1968)

- Orozimbo Fuenzalida y Fuenzalida † (13 de marzo de 1968-26 de febrero de 1970 nombrado obispo de Los Ángeles)
  - Sede vacante (1970-1982)[nota 2]
- Juan Bautista Herrada Armijo, O. de M. † (5 de marzo de 1982-30 de noviembre de 1991 nombrado obispo auxiliar de Antofagasta[nota 3])
- Cristián Contreras Molina, O. de M. (11 de junio de 1992-19 de julio de 2002 nombrado obispo de San Felipe)
- Guillermo Patricio Vera Soto (10 de abril de 2003-22 de febrero de 2014 nombrado obispo de Iquique)
  - Sede vacante (2014-2016)
- Óscar Hernán Blanco Martínez, O.M.D. (19 de marzo de 2016-13 de julio de 2022 nombrado obispo de Punta Arenas)
- Tomás Abel Carrasco Cortés, desde el 24 de mayo de 2023